# Kalkach
Die Kalkach ist der rechte Quellbach des Aubaches in der Fränkischen Schweiz. Sie entspringt im Kalkbrunnen am nördlichen Rand von Gräfenberg.

## Geografie
Die Kalkach entspringt auf einer Höhle in der Schicht des Malm, oberhalb des Ornatentons. Ihre unterirdischen Zuläufe liegen im Karst der nördlich liegenden Trockentäler Richtung Gräfenbergerhüll und Kemmathen. Durch die Lage im Karst nimmt der Bach erhebliche Mengen gelösten Kalk auf, der in seinem Verlauf Sinterstufen aus Kalktuff bildet.

### Kalkbrunnen

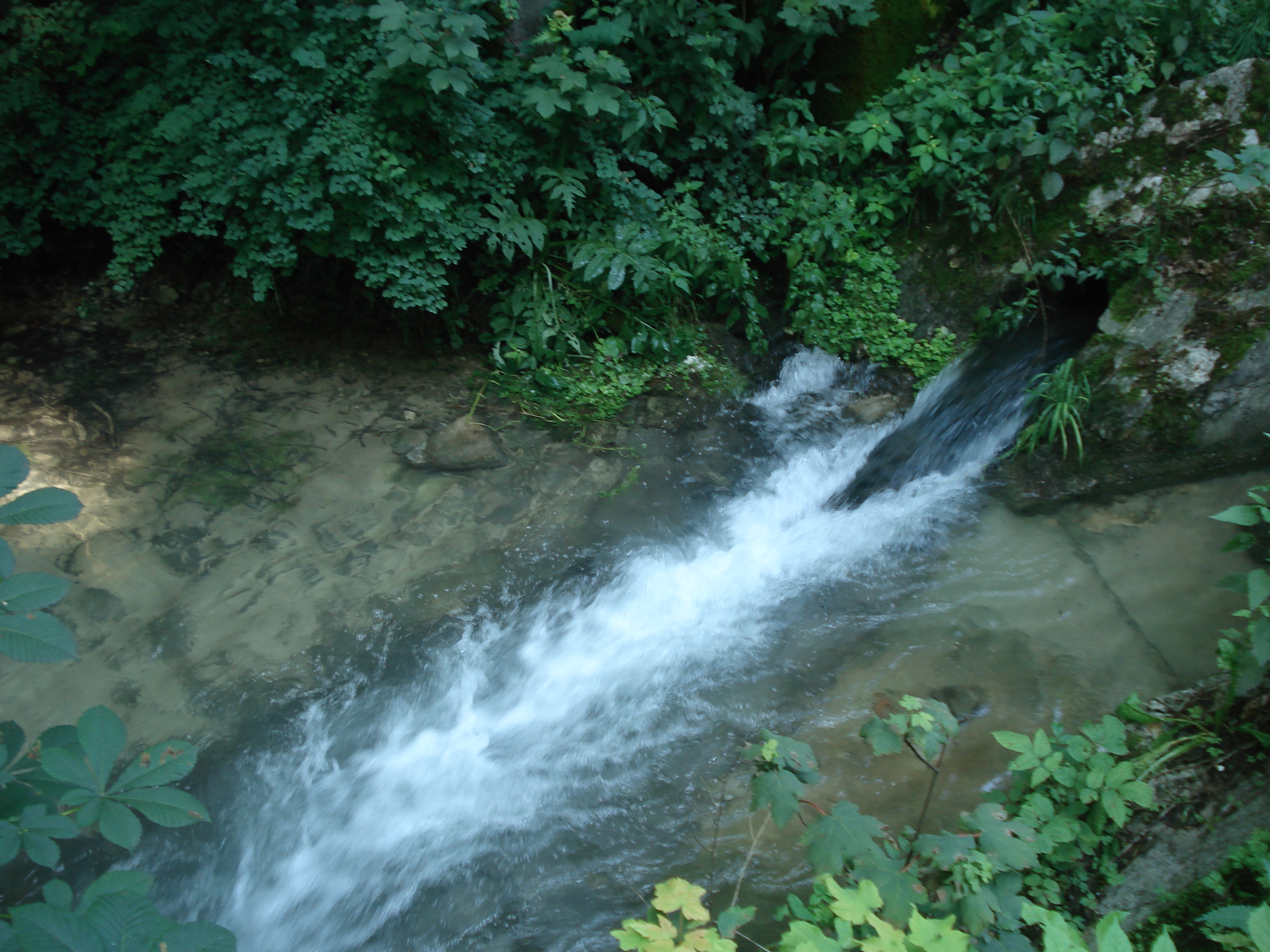
Der Kalkbrunnen

Der Kalkbrunnen, die gefasste Quelle der Kalkach, liegt nördlich des Gräfenberger Waldschwimmbades am Rande des Steinbruchs. Es handelt sich um eine Karstquelle, welche einst in die Trinkwasserversorgung von Gräfenberg einspeiste. Das unterhalb eines Wasserspeicherhäuschens entspringende Quellwasser weist eine bläuliche Farbe auf.

### Verlauf

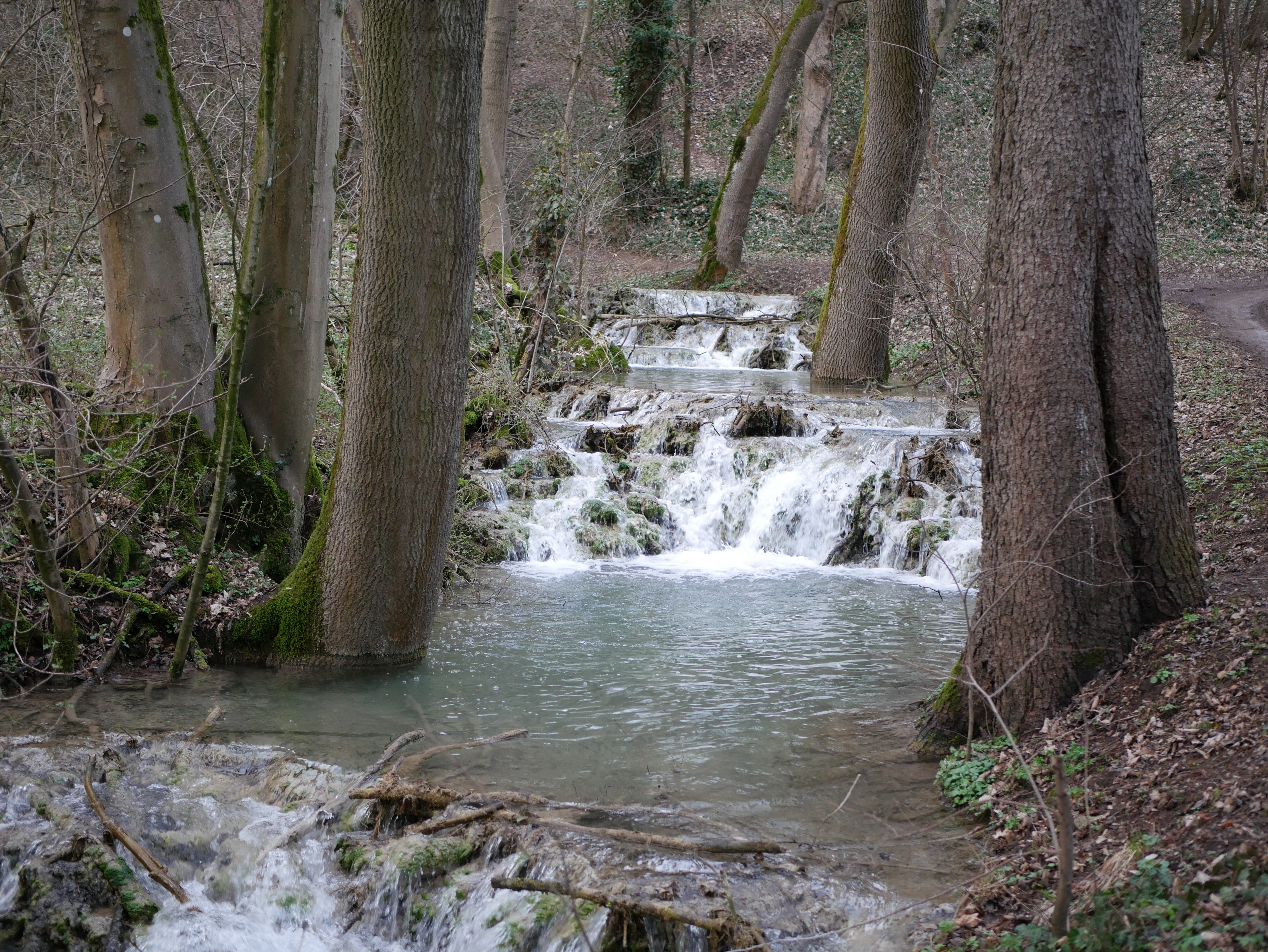
Sinterstufen auf Höhe des Gräfenberger Bahnhofs

Die Kalkach verläuft durch Gräfenberg in südliche Richtung. Sie durchfließt den mittelalterlichen Stadtgraben und stürzt über einige Wasserfälle und Sinterstufen (ähnlich der Lillach) spektakulär ins Tal. In den Wässerwiesen unterhalb des Bahnhofes wird das Gefälle dann flacher. In Weißenohe vereinigt sie sich mit der Lillach zum Aubach.

## Historische Wasserversorgung
Die Kalkachquelle diente lange Zeit zur Trinkwasserversorgung der Stadt Gräfenberg, da diese höher lag als die Kernstadt und die Vorstädte. So speiste der Kalkbrunnen ab 1899 ein Wasserleitungssystem und mehrere Brunnen in der Stadt. Ab 1934 wurde die Wasserversorgung durch die Sperberquelle gewährleistet und der Kalkbrunnen obsolet.

## Umweltprobleme
Auch wenn die Kalkach ein eigentlich sauberes Gewässer ist, kommt es immer wieder zu Verschmutzungen durch den oberhalb gelegenen Steinbruch. Dieser leitet Oberflächenwasser vom Betriebsgelände direkt in den Bach, der darin enthaltene Kalkstaub sorgt dann für eine milchige Trübung. Zusätzlich hat der Steinbruch den unterirdischen Zulauf der Kalkach freigelegt. Durch eine geplante Verfüllung des Steinbruches mit bis zu 30 % Bauschutt und Gleisschotter wäre der Bach erheblich mit Schadstoffen belastet und damit auch nach Abbauende zur Trinkwasserversorgung untauglich.